# Solà de Mola
El Solà de Mola és una muntanya de 1.876 metres que es troba al municipi de Josa i Tuixén, a la comarca de l'Alt Urgell.